# Bisdom Raphoe
Het bisdom Raphoe (Latijn; Dioecesis Rapotensis, Iers: Deoise Ráth Bhoth, Engels: Diocese of Raphoe) is een Iers rooms-katholiek bisdom, dat grotendeels samenvalt met de County Donegal in het noordwesten van Ierland. Het omvat 33 parochies. 

## Kathedraal

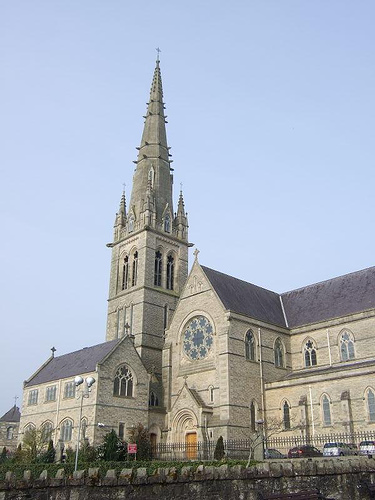
Kathedraal van HH Euna en Colmcille

De kathedraal van het bisdom is gewijd aan de patroonheiligen van het bisdom de HH. Eunan en Colmcille. De huidige kathedraal staat in Letterkenny en is gebouwd tussen 1890 en 1900. De kathedraal werd ingewijd in 1901. 
Zoals de naam van het bisdom aangeeft stond de oorspronkelijke zetel van het bisdom in Raphoe. De kathedraal in die plaats, uit de 12e eeuw is in gebruik bij de Church of Ireland.